# Кошевой (платформа)
Кошевой — остановочная платформа Сахалинского региона Дальневосточной железной дороги. Названа по одноимённому селу.

## История
Платформа открыта в 1943 году в составе пускового участка Поронайск — Смирных под названием Тивагай (яп. 千輪街).
20 августа 1945 года станция освобождена советскими войсками.
Современное название дано 1 апреля 1946 года.

## Деятельность
Пассажирские поезда дальнего следования на платформе не останавливаются.
Пригородное сообщение представлено 1 парой пригородных поездов Поронайск — Победино, состоящей из четырёх сидячих вагонов.